# Jimmy Janssens
Jimmy Janssens (Herentals, 30 de mayo de 1989) es un ciclista belga, miembro del equipo Alpecin-Deceuninck.

## Palmarés
2017
- 1 etapa del Tour de Saboya

2018
- 1 etapa de la Flèche du Sud
- 1 etapa de la Kreiz Breizh Elites

## Resultados en Grandes Vueltas
Durante su carrera deportiva ha conseguido los siguientes puestos en las Grandes Vueltas.
| Carrera | Carrera         | 2013 | 2014 | 2015 | 2016 | 2017 | 2018 | 2019 | 2020 | 2021 | 2022  | 2023  | 2024 | 2025  |
| ------- | --------------- | ---- | ---- | ---- | ---- | ---- | ---- | ---- | ---- | ---- | ----- | ----- | ---- | ----- |
|         | Giro de Italia  | —    | —    | —    | —    | —    | —    | —    | —    | 65.º | ―     | —     | 84.º | 118.º |
|         | Tour de Francia | —    | —    | —    | —    | —    | —    | —    | —    | —    | —     | ―     | —    | —     |
|         | Vuelta a España | —    | —    | —    | —    | —    | —    | —    | —    | —    | 107.º | 112.º | —    | —     |

—: no participa

Ab.: abandono

## Equipos
- Team 3M (2013-2016)
- Cibel-Cebon (2017-2018)
- Corendon/Alpecin[1] (2019-)
  - Corendon-Circus (2019)
  - Alpecin-Fenix (2020-2022)[2]
  - Alpecin-Deceuninck (2022[3]-)